# Казе Фантоци (Пистоја)
Казе Фантоци је насеље у Италији у округу Пистоја, региону Тоскана.
Према процени из 2011. у насељу је живело 49 становника. Насеље се налази на надморској висини од 24 м.